# Machines (jeu vidéo)
Machines est un jeu vidéo de stratégie en temps réel et de tir à la première personne sorti en 1999 et fonctionne sur Windows. Le jeu a été développé par Charybdis puis édité par Acclaim Entertainment.

## Synopsis
Alors que la 3e guerre mondiale vient de s'achever, la première guerre totale des Machines commence...

## Scénario
L'histoire se passe dans le futur. Afin de coloniser l'espace, l'homme a développé des vaisseaux capables d'aller plus vite que la lumière, mais le problème est que seules des machines peuvent utiliser ce mode de déplacement. On décide donc d'envoyer des machines plus ou moins intelligentes en éclaireur, afin de terraformer les planètes que les humains viendront bientôt habiter. Seul problème: un jour, 2 intelligences électroniques se rencontrent, et comme le cas n'a pas été prévu dans leur programme, c'est le début de la guerre...

## Système de jeu
Il s'agit d'un jeu de stratégie en temps réel (tout comme Age of Empires) en 3D totale. Le gameplay est similaire aux autres jeux du même genre : récolte de ressources, constructions de bâtiments et d'unités robotiques. Mais une des grandes particularité de ce jeu est de pouvoir passer aux commandes des machines en questions. De cette façon il est possible de contrôler une machine à la manière d'un FPS : ce qui peut s'averer crucial dans certaines batailles. L'intelligence artificielle du jeu restant assez limitée par rapport aux jeux actuels, le jeu datant de 1999.

## À noter
Le jeu est introuvable dans le commerce, hormis dans le marché de l'occasion.

## Accueil
| Machines              |      |       |
| Média                 | Pays | Notes |
| Computer Gaming World | US   | 2/5   |
| GameSpot              | US   | 65 %  |
| Gen4                  | FR   | 3/5   |
| IGN                   | US   | 72 %  |
| Jeuxvideo.com         | FR   | 14/20 |
| Joystick              | FR   | 67 %  |
| PC Zone               | UK   | 82 %  |